# Olga Palau i Barberà
Olga Palau Barberà (Barcelona, 1932) és una professora i formadora d'educació física catalana. Durant la seva infantesa assistia a l'escola Montessori de les Borges Blanques però amb l'esclat de la guerra la família es va traslladar a Barcelona. Posteriorment durant la postguerra van tornar a casa dels avis, a Barbens, on jugava a tennis i emulava el que havia fet la seva mare de jove. Va estudiar a l'escola Nacional, per posteriorment fer l'ingrés per cursar batxillerat lliure a Lleida i a continuació a l'Institut Verdaguer de Barcelona, quan es trobava a 4t curs, va fer un canvi de rumb i va començar a estudiar piano al Conservatori del Liceu, on també va fer declamació.
L'any 1952 fou seleccionada per a realitzar un curs intensiu d'educació física d'un any de durada en règim intern a l'escola El Pardo, a Madrid. De tornada a la ciutat comtal, amb el títol d'Educació Física i Promoció de l'Esport, va començar a treballar els matins a les escoles de l'Ajuntament de Barcelona en període de pràctiques i aprofitava les tardes per treballar a un gabinet de fisioteràpia, on s'adonà de la gran importància que té la postura per a la salut del cos. Uns anys més tard, va convalidar els estudis realitzats amb els de l'INEF i va obtenir la llicenciatura en Educació Física.
Durant la seva trajectòria vital, ha exercit de mestra d'educació física a diverses escoles de Barcelona, com per exemple al Magisteri de la Iglesia, actualment conegut com a Blanquerna, o a les escoles Virtèlia. També va treballar en diverses escoles públiques, com l'escola Pere Vila, l'escola Ramon Llull i l'escola José Antonio Primo de Rivera, que estava situada al parc Güell. Així mateix, va formar l'alumnat dels instituts Verdaguer i Maragall, del col·legi La Immaculada i del Col·legi Jesús-Maria, situat a Sant Gervasi. A banda, ha seguit formant-se i aprenent al llarg de la seva vida. Va completar la seva instrucció com a professora de ioga, va assistir a diversos cursos de ballet clàssic i va seguir estudis de gimnàstica orgànica per treballar el cos partint de la bona postura corporal.
L'any 1965 fou nomenada Professora d'Educació Física al Districte universitari de Barcelona pel Ministeri d'Educació d'Espanya. A més de la practica docent a les escoles, durant 33 anys l'Olga també va ser docent a la Universitat de Barcelona. L'any 1995, després d'haver dedicat tota la seva vida a la docència, es va jubilar i va entrar a formar part com a voluntària del Casal de Gent Gran de Can Castelló. Encara que pateix una discapacitat visual, això ni li ha impedit conduir en aquest equipament tallers d'estiraments i relaxació, i també de psicomotricitat, amb un gran reconeixement a la seva tasca, i en especial al seu testimoni com a persona, dedicant-se a promoure, a més de la salut i el benestar, un envelliment actiu, oferint una atenció individualitzada i personalitzada als assistents als seus tallers.
El 2014 l'Institut Barcelona Esports de l'Ajuntament de Barcelona li va lliurar el Premi Dona i Esport en la modalitat Premi Mireia Tapiador a la Promoció de l'Esport.